# Лусса
Лусса — река в Сычёвском районе Смоленской области России. Устье реки находится в 41 км от устья Осуги по правому берегу, на границе с Тверской областью. Длина реки составляет 42 км, площадь водосборного бассейна — 267 км².

## Данные водного реестра
По данным государственного водного реестра России относится к Верхневолжскому бассейновому округу, водохозяйственный участок реки — Вазуза от истока до Зубцовского гидроузла, без реки Яуза до Кармановского гидроузла, речной подбассейн реки — Волга до Рыбинского водохранилища. Речной бассейн реки — (Верхняя) Волга до Куйбышевского водохранилища (без бассейна Оки).
Код объекта в государственном водном реестре — 08010100312110000001432.